# BP Водолея
BP Водолея (лат. BP Aquarii) — одиночная переменная звезда в созвездии Водолея на расстоянии (вычисленном из значения параллакса) приблизительно 32389 световых лет (около 9930 парсеков) от Солнца. Видимая звёздная величина звезды — от +14,5m до +13,5m.

## Характеристики
BP Водолея — белая пульсирующая переменная звезда (S:) спектрального класса A7. Эффективная температура — около 6466 К.